# Концепціоністки
Концепціоністки, або Конгрегація Непорочного Зачаття Богоматері (Ordo Inmaculatae Conceptionis, OIC) — іспанський закритий релігійний орден черниць.

## Історія
Заснований в 1484 році в Толедо, Іспанія святою Беатріс да Сільва Менезес, сестрою блаженного Амадея Португальського. Беатріс супроводжувала Ізабеллу Португальську до Іспанії, де вона одружилася з принцем Хуаном, що став пізніше королем Кастилії і Леону. Проте через свою красу, яка викликала ревнощі королеви, Беатріс втекла у жіночий домініканський монастирі в Толедо, де провела наступні 40 років, не приймаючи чернечих обітниць. У цьому монастирі вона мала видіння Пресвятої Діви Марії. Натхненна ними, Беатріс з однодумцями заснувала в 1484 році у Толедо окремий монастир, присвячений Непорочному зачаттю Пресвятої Діви Марії
У 1489 році, з дозволу папи Інокентія VIII, сестри прийняли цистерціанський устав, зв'язали себе обітницею щоденного почитання Непорочного Зачаття, і знаходилися під управлінням архієпископстства. У 1501 році папа Олександр VI об'єднав орден з бенедиктинською громадою Сан-Педро-де-лас-Дуеньяс під уставом святої Клари Ассізької, але в 1511 році Юлій II надав їм право власного уставу, і в 1616 році устав був складений кардиналом Френсісом Кіньонесом.
Другий монастир був заснований в 1507 році у Торріго, з якого, в свою чергу, були створені ще семеро. Орден швидко поширився у Португалії, Іспанії, Італії та Франції.  
Повернення до оригіналу харизми після Другого Ватиканського собору (під час якого видано указ про відновлення релігійних орденів і обов'язкове дотримання харизми релігійної основи ордену), відбувся рух до повернення основ, яким керувала ігуменя Егідо Мерседес (1935-2004). Сестрами в архівах Ватикану було виявлено оригінали листів францисканців та святої Беатріси, що свідчили про маніпулювання в справах ордену. 
Таким чином, 8 вересня 1996 Ватикан затвердив можливість відмежування монастирів концепціоністок від Ордену Братів Менших. Такі монастирі дотримувалися уставу святої Клари чи цистерціанського уставу.

## Одяг ордену
Одяг визначений засновницею і являє собою білу туніку, чорну вуаль, синє пальто і медальйон Богоматері.

## Сучасність
За даними 2005 року функціонувало 153 монастирі, було 1950 черниць і послушниць. Кожен монастир є автономним, очолюваним ігуменею. Існують в Іспанії, Португалії, Бельгії, Бразилії, Аргентині, Колумбії, Еквадорі, Мексиці, Екваторіальній Гвінеї та Індії.